# شهرک حر (آغاجاری)
۳۰°۴۹′۱۵″ شمالی ۴۹°۵۳′۰۹″ شرقی / ۳۰٫۸۲۰۸۳°شمالی ۴۹٫۸۸۵۸۳°شرقی
شهرک حر، روستایی از توابع بخش جولکی شهرستان آغاجاری در استان خوزستان ایران است.

## جمعیت
این روستا در دهستان سرجولکی قرار دارد و براساس سرشماری مرکز آمار ایران در سال ۱۳۹۰، جمعیت آن ۱۲۰۰ نفر (۲۴۱ خانوار) بوده‌است.